# Ларраньяга, Дамасо Антонио
Да́масо Анто́нио Ларранья́га (исп. Dámaso Antonio Larrañaga, 9 декабря 1771 — 26 февраля 1848) — уругвайский ботаник, выдающийся натуралист (естествоиспытатель), геолог и палеонтолог.

## Биография
Дамасо Антонио Ларраньяга родился в семье баскского происхождения в Монтевидео 9 декабря 1771 года.
Он внёс значительный вклад в ботанику, описав множество видов растений.
Дамасо Антонио Ларраньяга умер в Монтевидео 26 февраля 1848 года.

## Научная деятельность
Дамасо Антонио Ларраньяга специализировался на папоротниковидных и на семенных растениях.